# Hồ chứa nước Baračka
Hồ chứa nước Baračka (tiếng Slovakia: Baračka (vodná nádrž)) là một công trình cấp nước hạng III, thuộc địa phận làng Omšenie, phía đông nam của thị trấn Trenčianske Teplice, vùng Trenčín, Slovakia. Hồ chứa nước Baračka được xây dựng trên nguồn nước Teplička, một nhánh bên trái của sông Váh.

## Lịch sử
Hồ chứa nước Baračka được xây dựng từ năm 1964 đến năm 1969. Các công trình nước bắt đầu được đưa vào sử dụng lâu dài từ năm 1972.

## Miêu tả
Mục đích của hồ chứa nước Baračka:
- khu vực nước cho mục đích giải trí
- giảm dòng chảy lũ ở Teplička
- cho phép thu gom nước công nghiệp cho nhà máy đường ở Trenčianská Teplá
- cho phép nuôi cá
- pha loãng nước thải dưới Trenčianská Teplá

Các thông số chính:
- lưu lượng tối thiểu: 50 l/s
- lưu lượng lớn nhất: 46 m³/s
- lưu lượng trung bình dài hạn: 465 l/s
- diện tích lưu vực: 37,1 km²

Các bộ phận chính của công trình cấp nước Baračka là: đập đất, hố ga, đường hầm nước thải, cửa xả đáy và trục đóng với buồng máy. Đập đất được rải đồng nhất bằng vật liệu cát pha sét, có chiều dài 194,4 mét, chiều cao 8,7 mét và chiều rộng 7,7 mét. Chân của đập đất làm bằng sỏi thô, gắn chặt vào cống. Miệng cống có dạng hình phễu với đường kính 11,40 mét ở phần trên, thuôn dần về đường kính 2,30 mét. Trục đóng với buồng máy dùng để xử lý nước.